# Illustrierte Klassiker
Illustrierte Klassiker ist eine Comicreihe basierend auf Werken der Weltliteratur wie Ivanhoe, Die Schatzinsel oder Homers Odyssee. Die Heftreihe mit dem Untertitel Die spannendsten Geschichten der Weltliteratur erschien zwischen 1952 und 1972 bei verschiedenen deutschen Verlagen.

## Deutsche Ausgaben
Die ersten Versuche die Reihe in Deutschland zu etablieren unternahm der Rudl-Verlag. Dort erschienen zwischen 1952 und 1953 die ersten acht Hefte, u. a. Die Schatzinsel als zweites Heft, sowie Robin Hood in zwei Teilen. Die Reihe basierte auf der von Albert Kanter veröffentlichten US-amerikanischen Reihe Classics Illustrated und wurde von 1941 bis 1971 produziert.
Eine weitere Reihe wurde von 1956 bis 1972 veröffentlicht. Die Hefte von Band 1 bis Band 30 erschienen im Verlag Internationale Klassiker (Hamburg), die Bände von Nummer 32 bis 114 erschienen im Bildschriftenverlag (Hamburg), die Bände von Nummer 115 bis 203 (Band 192 erschien nie) im Bildschriftenverlag (Aachen) und die letzten beiden Bände im Bildschriftenverlag (Alsdorf). Es erschienen im Laufe der Zeit mehrere Neuauflagen.
Zwischen 1991 und 2002 erschienen im Norbert Hethke Verlag Nachdrucke und bisher nicht veröffentlichte Neuerscheinungen dieser Serie.
Seit 2012 wird die Reihe vom CCH-Verlag bzw. vom wiedergegründeten Bildschriftenverlag (Hannover) mit neuen Titeln fortgesetzt. Außerdem werden die Bände ab Nr. 1 seit 2021 nachgedruckt.

## US-amerikanische Ausgaben
Die Reihe erschien von 1941 bis 1947 zunächst unter dem Titel Classic Comics. Mit Band 35 wechselte der Titel der Reihe zu Classics Illustrated. Im Jahr 1953 wurde die Ablegerreihe Classics Illustrated Junior aufgelegt. Die US-amerikanische Reihe wurde im Jahr 1969 eingestellt.